# Jóhannes R. Jóhannesson
Jóhannes R. Jóhannesson (* 25. Dezember 1974 in Reykjavík) ist ein isländischer Snookerspieler.

## Karriere
Jóhannes R. Jóhannesson begann im Alter von 14 Jahren mit dem Snookerspielen. Bei der U21-Weltmeisterschaft 1993 erreichte er das Viertelfinale und unterlag dort dem späteren Finalisten Indika Dodangoda nur knapp mit 4:5. Im selben Jahr schied er bei seiner ersten Teilnahme an der Amateurweltmeisterschaft der Herren in der Vorrunde aus. 1994 schaffte er es ins Halbfinale der Europameisterschaft, in dem er mit 2:7 gegen Stefan van der Borght verlor. Bei der Amateur-WM 1994 gelang ihm nach Siegen gegen Paul Dowling, Quinten Hann und Somporn Kanthawang als bislang einzigem Isländer der Einzug ins Finale, in dem er jedoch dem Pakistaner Mohammed Yousuf mit 9:11 unterlag. 1994 wurde er zudem durch einen 6:5-Finalsieg gegen Kristján Helgason isländischer U21-Meister.
Ab der Saison 1995/96 spielte Jóhannes zwei Spielzeiten auf der Main Tour. Seine beste Weltranglistenplatzierung erreichte er am Ende der Saison 1995/96 mit dem 487. Platz. Bei der EM 2001 erreichte er das Viertelfinale. Von 2000 bis 2002 zog er dreimal in Folge ins Finale der isländischen Meisterschaft ein. Nachdem er 2000 gegen seinen Bruder Jóhannes B. Jóhannesson und 2001 gegen Kristján Helgason verloren hatte, besiegte er 2002 Jóhannes B. Jóhannesson mit 9:7 und gewann damit seinen ersten nationalen Meistertitel bei den Herren.

## Erfolge

### Finalteilnahmen
| Ausgang         | Jahr | Turnier                       | Finalgegner             | Ergebnis |
| --------------- | ---- | ----------------------------- | ----------------------- | -------- |
| Amateurturniere |      |                               |                         |          |
| Sieger          | 1994 | Isländische U21-Meisterschaft | Kristján Helgason       | 6:5      |
| Zweiter         | 1994 | IBSF-Weltmeisterschaft        | Mohammed Yousuf         | 9:11     |
| Zweiter         | 2000 | Isländische Meisterschaft     | Jóhannes B. Jóhannesson | 4:9      |
| Zweiter         | 2001 | Isländische Meisterschaft     | Kristján Helgason       | 1:9      |
| Sieger          | 2002 | Isländische Meisterschaft     | Jóhannes B. Jóhannesson | 9:7      |